# Hugo Cedergren
Carl Axel Hugo Cedergren, född 26 juli 1891 i Gävle, Gävleborgs län, död 10 juli 1971 i Oscars församling, Stockholm, var en svensk ungdomsledare.
Hugo Cedergren var son till kamreren Axel Cedergren. Han blev filosofie kandidat 1913 och 1915 filosofie magister vid Lunds universitet. 1906 inträdde Cedergren i KFUM och ägnade sig därefter helt åt rörelsen. 1914–1918 var han sekreterare i rörelsens helsingborgsförening, 1918–1919 resesekreterare i svenska KFUM-förbundet, 1919–1920 biträdande sekreterare i KFUM:s stockholmsförening och förste sekreterare där 1921–1924. 1924 blev han generalsekreterare i svenska KFUM. Han arbetade även för samverkan mellan de nordiska KFUM-förbunden och satt i ledningen för KFUM:s världsförbund. Från 1926 var han ledamot av KFUM:s världskommitté och från 1931 ordförande i dess Extension committee (missionskommitté). 1919–1920 var han vice scoutchef och från 1934 scoutchef för KFUM:s scoutförbund och från 1938 förste vice ordförande i Svenska scoutrådet. 1939 blev ledare för hjälporganisationen Hjälp krigets offer (HKO) som arbetade för krigsfångar och andra nödlidande under andra världskriget. Cedergren var en av grundarna av Rotaryrörelsen i Sverige och var 1939–1940 Stockholmsklubbens ordförande.
Hugo Cedergren var från 25 september 1929 till sin död gift med grevinnan Elsa Bernadotte, dotter till prins Oscar Bernadotte. Vigseln ägde rum i Grödinge kyrka. De är begravda på Norra begravningsplatsen utanför Stockholm.
Hugo Cedergren tilldelades 1935 svensk scoutings högsta utmärkelse Silvervargen.